# Encore V 〜20th Anniversary Concert Tour, '02 DO MY BEST〜
『Encore V 〜20th Anniversary Concert Tour, '02 DO MY BEST〜』（アンコール・ファイヴ トウェンティース・アニヴァーサリー・コンサート・ツアー '02 ドゥ・マイ・ベスト）は、岡村孝子の通算5作目のライヴDVD。2003年9月25日発売。発売元はBMG JAPAN。

## 解説
- 1982年に「あみん」で歌手デビューをして20年目を祝した記念公演（全3公演）より、渋谷公会堂（当時の名称）の千秋楽を収録している。
- コンサート前には、あみん時代を含めた初めてのオールタイム・ベストアルバム『DO MY BEST』（2002年7月24日、監修：岡村孝子）がリリースされた。
- ツアーの千秋楽公演には、あみんの相方で当時は歌手業を引退していた加藤晴子がスペシャル・ゲストとしてステージに登場し、およそ20年ぶりにファンの前で「待つわ」を披露した。なお、歌う前に「封印していたあの曲を」と話したとおり、あみんの活動を停止して以来ひとりで「待つわ」を歌うことはなかった。
- ベスト盤『DO MY BEST』には、加藤がハモリで参加した新曲「天晴な青空」も収録されている（アルバムと同時にシングルもリリースされている）。
- 歌のみでなく、ボーナス映像ではオフ・ショットも収録されている。その中で、数年ぶりのステージとなった初日公演では、泣いてしまってほとんど歌えなかった曲があったエピソードも披露されている。
- 1997年以降はほぼ育児が中心となっていたが、2002年あたりから徐々にマイペースな活動が再開された。
- 同時発売で、13枚目のオリジナル・アルバム『TEAR DROPS』がリリースされた。
- 未収録ライヴ映像「あなたと生きた季節」「ピエロ」が、2004年8月25日発売のシングル「心のフレーム」初回限定盤のDVDに収録された。
- 「夢をあきらめないで」は、2005年6月22日にリリースされた「夢をあきらめないで 『逆境ナイン』リマスタリング・バージョン」の初回限定DVDにも収録された。

## 収録曲
1. リベルテ
2. 夢見る頃を過ぎても
3. 夏の日の午後
4. 心の草原
5. Time and again
6. 電車
7. 無敵のキャリア・ガール
8. ポプラ
9. adieu
10. 笑顔にはかなわない
11. 夢をあきらめないで
12. 待つわ
13. 天晴な青空
14. 虹を追いかけて

- 全作詞・作曲: 岡村孝子

## 関連作品
- P.S. あなたへ…　　M-12
- 私の中の微風　　M-3
- Andantino a tempo　　M-11
- liberté　　M-1・6・11
- Eau Du Ciel （天の水）　　M-14
- Kiss ～à côté de la mer～　　M-4・9
- Chou-fleur　　M-8
- 満天の星　　M-2・7・10
- After Tone IV　　M-5
- TEAR DROPS　　M-13

## 公演日程
|   | 公演日        | 会場             |
| 1 | 2002年8月27日 | 仙台市民会館     |
| 2 | 2002年9月2日  | 愛知厚生年金会館 |
| 3 | 2002年9月6日  | 渋谷公会堂       |